# Puerto de A Coruña
Der Puerto de A Coruña ist ein  Seehafen am östlichen Stadtrand von A Coruña, Spanien. Er befindet sich am Atlantischen Ozean im Nordwesten Galiciens. Betreiber und Verwalter ist das öffentliche Unternehmen Autoridad Portuaria de A Coruña.
Etwa zwei Kilometer vor dem Hafen befindet sich der Herkulesturm, ein römischer Leuchtturm aus dem 2. Jahrhundert.
Seit 2018 wird ein weiterer Hafen westlich des Stadtzentrums in Langosteira de Fóra errichtet, der 2024 in Betrieb gehen soll. Er soll vor allem dem Umschlag von Öl und anderen Flüssigkeiten dienen. Gleichzeitig werden die benachbarten Anlagen der Polymerchemie erweitert.

Im Hafen werden Stück- und Schüttgüter sowie Container umgeschlagen. Außerdem ist er ein Fischerei- und Kreuzfahrthafen. 1.222 Schiffe benutzten den Hafen im Jahr 2011.